# Liste des matchs de l'équipe du Liberia de football par adversaire
Cette liste présente les matchs de l'équipe du Liberia de football par adversaire rencontré. Lorsqu'une rivalité footballistique particulière existe entre le Liberia et un autre pays, une page spécifique est parfois proposée.
- Haut – A
- B
- C
- D
- E
- F
- G
- H
- I
- J
- K
- L
- M
- N
- O
- P
- Q
- R
- S
- T
- U
- V
- W
- X
- Y
- Z

## S

### Sénégal
Confrontations entre le Sénégal et le Liberia :
| Date             | Lieu     | Match             | Score | Compétition                                           |
| 2 août 1967      | Dakar    | Sénégal - Liberia | 4-1   | Qualifications pour la CAN 1968 (Groupe 1)            |
| 15 novembre 1967 | Monrovia | Liberia - Sénégal | 1-1   | Qualifications pour la CAN 1968 (Groupe 1)            |
| 1er février 1979 | Monrovia | Liberia - Sénégal | 1-1   | Match amical                                          |
| 29 janvier 1984  |          | Sénégal - Liberia | 0-0   |                                                       |
| 24 janvier 1990  | Nigeria  | Sénégal - Liberia | 1-0   | Coupe CEDEAO 1990 (Demi-finale)                       |
| 22 janvier 1995  | Monrovia | Liberia - Sénégal | 1-1   | Qualifications pour la CAN 1996 (Groupe 2)            |
| 30 juillet 1995  | Dakar    | Sénégal - Liberia | 3-0   | Qualifications pour la CAN 1996 (Groupe 2)            |
| 10 octobre 2004  | Monrovia | Liberia - Sénégal | 0-3   | Qualifications pour la Coupe du monde 2006 (Groupe 1) |
| 26 mars 2005     | Dakar    | Sénégal - Liberia | 6-1   | Qualifications pour la Coupe du monde 2006 (Groupe 1) |
| 15 juin 2008     | Monrovia | Liberia - Sénégal | 2-2   | Qualifications pour la Coupe du monde 2010 (Groupe 6) |
| 21 juin 2008     | Dakar    | Sénégal - Liberia | 3-1   | Qualifications pour la Coupe du monde 2010 (Groupe 6) |
| 2 juin 2012      | Dakar    | Sénégal - Liberia | 3-1   | Qualifications pour la Coupe du monde 2014 (Groupe J) |
| 16 juin 2013     | Monrovia | Liberia - Sénégal | 0-2   | Qualifications pour la Coupe du monde 2014 (Groupe J) |

Bilan
Total de matchs disputés : 13
- Victoires de l'équipe du Liberia : 0
- Match nul : 5
- Victoires de  l'équipe du Sénégal : 8

### Sierra Leone

#### Confrontations
Confrontations entre la Sierra Leone et le Liberia :
|    | Date              | Lieu        | Match                  | Score | Compétition                                                              |
| -- | ----------------- | ----------- | ---------------------- | ----- | ------------------------------------------------------------------------ |
| 1  | 12 novembre 1966  |             | Sierra Leone - Liberia | 1-1   | Match amical                                                             |
| 2  | 19 novembre 1966  |             | Liberia - Sierra Leone | 2-0   | Match amical                                                             |
| 3  | 7 novembre 1982   |             | Liberia - Sierra Leone | 1-0   | Match amical                                                             |
| 4  | 5 octobre 1986    | Freetown    | Sierra Leone - Liberia | 2-1   | Qualifications à la Coupe d'Afrique des nations 1988 (tour préliminaire) |
| 5  | 19 octobre 1986   | Monrovia    | Liberia - Sierra Leone | 1-1   | Qualifications à la Coupe d'Afrique des nations 1988 (tour préliminaire) |
| 6  | 17 décembre 1995  | Freetown    | Sierra Leone - Liberia | 1-0   | Match amical                                                             |
| 7  | 6 janvier 1996    | Freetown    | Sierra Leone - Liberia | 2-1   | Match amical                                                             |
| 8  | 25 février 2001   | Paynesville | Liberia - Sierra Leone | 1-0   | Tours préliminaires à la Coupe du monde 2002 (zone Afrique - 2e tour)    |
| 9  | 14 juillet 2001   | Freetown    | Sierra Leone - Liberia | 0-1   | Tours préliminaires à la Coupe du monde 2002 (zone Afrique - 2e tour)    |
| 10 | 10 juin 2005      | Freetown    | Sierra Leone - Liberia | 2-0   | Match amical                                                             |
| 11 | 1er mai 2008      | Paynesville | Liberia - Sierra Leone | 3-1   | Match amical                                                             |
| 12 | 5 juin 2017       | Monrovia    | Liberia - Sierra Leone | 1-0   | Match amical                                                             |
| 13 | 4 septembre 2019  | Paynesville | Liberia - Sierra Leone | 3-1   | Éliminatoires de la Coupe du monde 2022 : zone Afrique (1er tour)        |
| 14 | 8 septembre 2019  | Freetown    | Sierra Leone - Liberia | 1-0   | Éliminatoires de la Coupe du monde 2022 : zone Afrique (1er tour)        |
| 15 | 29 septembre 2019 | Thiès       | Sierra Leone - Liberia | 1-0   | Coupe des nations de l'UFOA 2019 (es) (1/8 de finale)                    |

#### Bilan
Au 22 novembre 2019 :
- Total de matchs disputés : 15
- Victoires de la Sierra Leone : 6
- Matchs nuls : 2
- Victoires du Liberia : 7
- Total de buts marqués par la Sierra Leone : 13
- Total de buts marqués par le Liberia : 16